# Live at Budokan (Mr. Big)
Live at Budokan è un album dal vivo del gruppo musicale statunitense Mr. Big, pubblicato il 10 novembre 1997 dalla Atlantic Records.

## Tracce
1. Intro Piano – 1:05
2. Trapped in Toyland – 4:04
3. Take Cover – 4:55
4. Green-Tinted Sixties Mind – 3:38
5. Jane Doe – 3:43
6. Medley: Bass Intro/Had Enough/Big Love/Take a Walk/Merciless – 7:01
7. Out of the Underground – 4:37
8. Alive and Kickin' – 5:14
9. Whole World's Gonna Know – 4:11
10. Road to Ruin – 4:53
11. What's It Gonna Be – 5:01
12. Fool Us Today – 2:45
13. Addicted to That Rush – 6:20
14. Suffragette City (cover di David Bowie) – 3:56
15. Livin' Like a Dog – 4:21
16. Ain't Seen Love Like That – 3:24

## Formazione
- Eric Martin – voce
- Paul Gilbert – chitarre, cori
- Billy Sheehan – basso, cori
- Pat Torpey – batteria, cori